# Hisův svazek

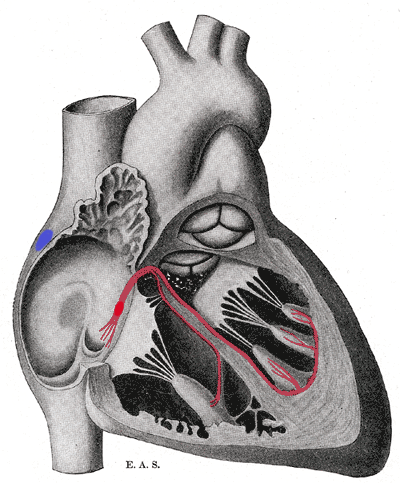
červeně je na obrázku znázorněn AV uzel, Hisův svazek a jeho dělení na Tawarova raménka

Hisův svazek je součást převodního systému srdečního, která převádí vzruch ze síní na komory. Pojmenován je podle švýcarského kardiologa Wilhelma Hise, který jej v roce 1893 popsal.

## Anatomie
Je tvořen svazkem specializovaných buněk srdeční svaloviny, přizpůsobených šíření elektrického vzruchu. Navazuje na atrioventrikulární uzel a
prochází vazivovou přepážkou oddělující elektricky síně od komor (přes trigonum fibrosum dextrum). V mezikomorové přepážce se větví na pravé a levé Tawarovo raménko, kterými se vzruch rozvádí dále na svalovinu srdečních komor.

## Význam
Za normálních okolností je jediným vodivým spojením síní a komor. Umožňuje (spolu s atrioventrikulárním uzlem) šíření srdečního vzruchu ze síní na komory s jistým zpožděním (samotným Hisovym svazkem prochází vzruch asi 0,03 až 0,04 sekundy), což vede k synchronizované činnosti srdečních oddílů – stah předsíní je následován stahem komor. Buňky Hisova svazku se v případě poškození atrioventrikulárního uzlu mohou stát zdrojem náhradních impulzů, které stimulují činnost komor (náhradní rytmus). Frekvence takového rytmu je nižší než u běžného sinusového rytmus a pohybuje se obvykle mezi 40 a 60 stahy za minutu. V případě úplného funkčního přerušení Hisova svazku se uplatní náhradní (terciární) zdroje impulzů v komorách srdečních, frekvence takového rytmu je ale obvykle pod 40 úderů za minutu. Stav je označován jako atrioventrikulární blokáda třetího stupně.